# Carrickfergus (hrad)
Hrad Carrickfergus (z irského Carraig Ḟergus, tj. Fergusova mohyla) se nachází na severním břehu Belfastské zátoky u vjezdu do přístavu stejnojmenného města v severoirském hrabství Antrim ve Spojeném království. Hrad, který patří k nejlépe zachovaným středověkým stavbám v Severním Irsku, je evidován pod číslem J4143 8725 na seznamu státem chráněných památek (tzv. Scheduled Historic Monuments) Spojeného království. Památka je ve správě Severoirské agentury životního prostředí (Northern Ireland Environment Agency).

## Historie
Hrad nechal v roce 1177 jako své hlavní sídlo vybudovat na skalnatém výběžku v Carrickfergusské zátoce (později pojmenované Belfastská zátoka) John de Courcy, který v uvedeném roce dobyl Ulster. Vládl zde až do roku 1204, kdy jej z Ulsteru vypudil jiný normanský dobrodruh a válečník Hugh de Lacy.

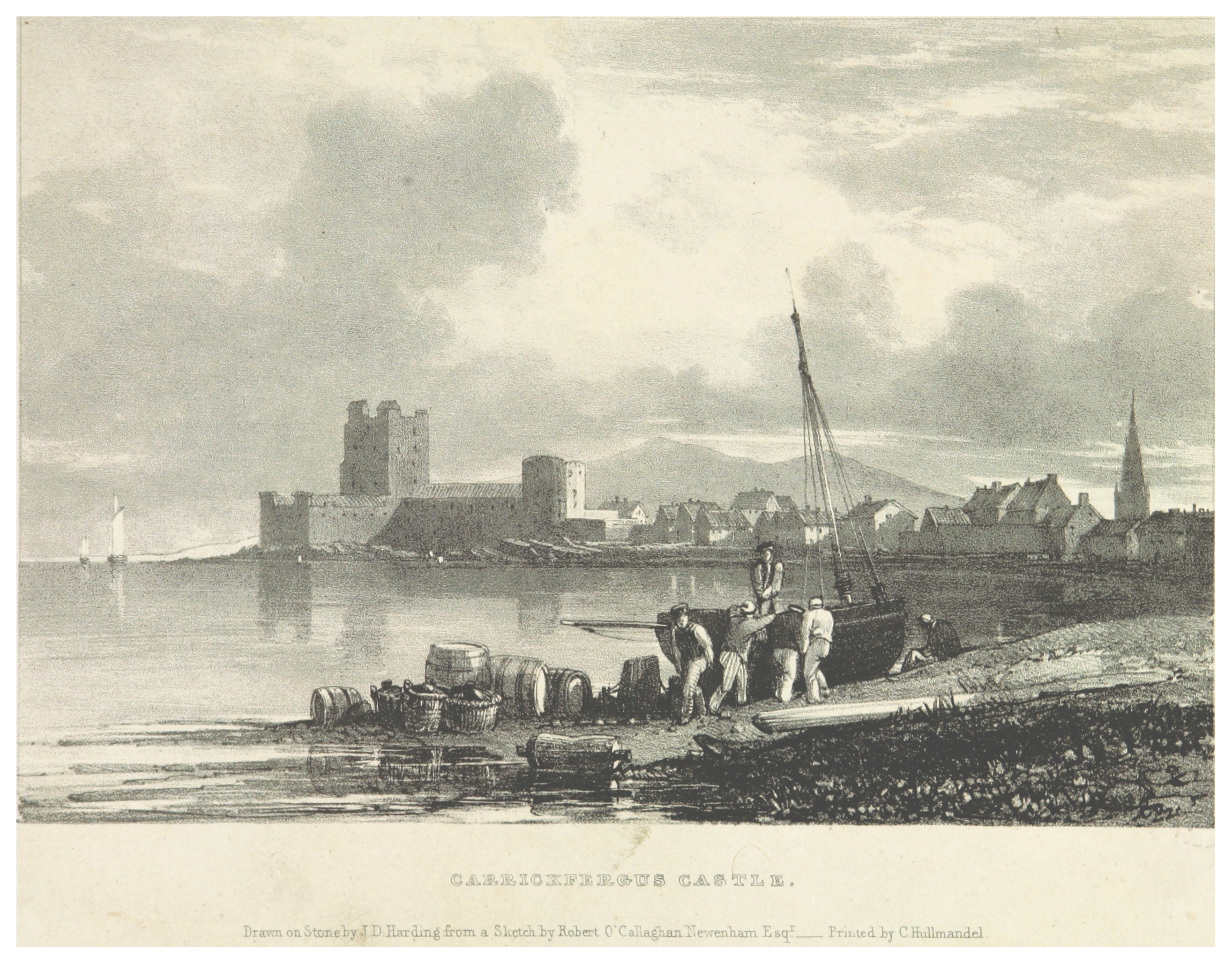
Carrickfergus v roce 1830

První písemné zmínky o této pevnosti jsou z roku 1210, kdy ji obléhal a posléze dobyl král Jan Bezzemek. Angličtí králové ovládali Carrickfergus i v následujících stoletích a do zdejšího přístavu obvykle mířily anglické vojenské jednotky, určené pro operace na území Irska. Dne 4. listopadu 1597 se u Carrickfergusu odehrála bitva mezi vojsky anglické královny Alžběty I. a příslušníky skotsko-irského klanu MacDonnellů, v níž byli Britové poraženi.
V roce 1690 dobyl Carrickfergus generál Friedrich von Schomberg, který v průběhu 17. století sloužil na straně různých evropských mocností a který nakonec padl v červenci téhož roku během bitvy u řeky Boyne a následně byl pohřben v katedrále svatého Patrika v Dublinu. V roce 1760 zaútočily na město francouzské jednotky pod velením Françoise Thurota. Poté, co dobyly a vyrabovaly hrad, se opět stáhly.

## Využití objektu
Původně byl hradní areál ze 3/4 obklopen vodou. V důsledku rozšíření souše nyní moře obklopuje hrad Carrickfergus pouze po jedné třetině jeho obvodu.

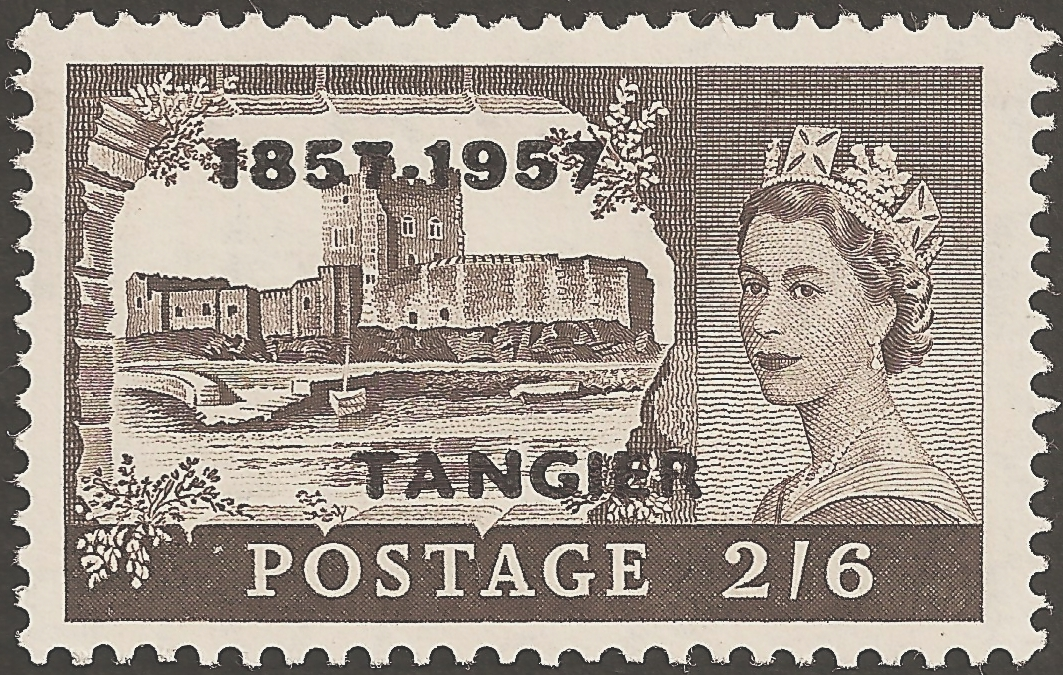
Poštovní známka z roku 1957, určená pro britskou poštu v Maroku

Hrad, jemuž dominuje 28 metrů vysoká věž, v minulosti sloužil jako sídlo místních vládců, vojenská základna, věznice a arzenál. Během napoleonských válek byli na hradě vězněni váleční zajatci. V době první světové války sloužil hrad Carrickfergus jako sklad zásob a sídlo místní vojenské posádky, během druhé světové války byly v objektu zřízeny protiletecké kryty. Již v roce 1928 předala Britská armáda 750 let starý objekt vládě Severního Irska. Hrad byl postupně restaurován, včetně velkého středověkého sálu, kde se konají různé výstavy, a je přístupný veřejnosti.